# اقتصاد سريلانكا
يُساوِي اقتصاد السوق الحر في سريلانكا 88,9 مليارًا بموجب الناتج المحلي الإجمالي (GDP) الرمزي و291,5 مليار دولار أمريكي بموجب تَعادُل القوة الشرائية. شَهِدَت البلاد نموًا سنويًا يبلغ 6,4 بالمئة منذ عام 2003 حتى عام 2012، أعلى بكثير من الدول المجاورة. بإيرادات تقدر بـ 12,811 دولار (تعادل القوة الشرائية) للفرد (البنك الدولي 2018) أو 4,103 دولارًا أميركيًا رمزيًا، سريلانكا هي ثاني أغنى دولة في منطقة جنوب آسيا بعد جزر المالديف وهي دولة ذات دخل فوق المتوسط. القطاعات الاقتصادية الرئيسية للبلاد هي السياحة وإنتاج الشاي والألبسة والأنسجة والأرُزّ والمنتجات الزراعية الأخرى. بالإضافة إلى هذه القطاعات، تُساهِم العمالة الخارجية بشكل كبير في النقد الأجنبي حيث يمكث 90% من مغتربي سريلانكا في منطقة الشرق الأوسط.
استوفت سريلانكا غاية الأهداف الإنمائية للألفية (MDG) بتقليل الفقر المدقع للنصف وهي على طريقها لتحقيق الغايات الإنمائية الأخرى للألفية. متفوقة بذلك على البلدان الجنوب آسيوية الأخرى. شَهِدَت سريلانكا تناقصًا كبيرًا في الفقر بين عامي 2002 و2009 - من 23% إلى 9% من السكان. بالرغم من أن جيوب الفقر لا زالت موجودة. يعيش ما يقدر بـ 9% من سكان سريلانكا الذين لا يُعتَبرون فقراء بعد الآن ضمن 20% من خط الفقر ويكونون بذلك عُرضة للنكبات ما قد يعيدهم إلى حالة الفقر. بدأت سريلانكا تركز على تحديات التطور الاستراتيجية والبنيوية طويلة الأمد في سعيها إلى التحول إلى دولة متوسطة الدخل من الشريحة العليا. تتمتع سريلانكا بواحدة من أخفض معدلات الضرائب بالنسبة للناتج المحلي الإجمالي في العالم، وقد أصبح إيجاد وظائف لأدنى من 40% تحدياً. تواجه سريلانكا أيضًا تحدياً في الاحتواء والحكم والاستمرار الاجتماعي.
تبعاً للسياسات الحكومية والإصلاحات الاقتصادية المُعلَنة من قبل رئيس الوزراء ووزير السياسة الاجتماعية والشؤون الاقتصادية رانيل ويكريميسينغ، تخطط سريلانكا لإنشاء مدينة إقليم غربي ضخمة وهي مدينة ضخمة في النطاق الغربي لتعزيز النمو الاقتصادي. يُخطط أيضًا لإنشاء العديد من المناطق السياحية ومناطق تطوير العمل التجاري والتكنولوجي على نطاق الجزيرة والمتخصصة بمختلف المجالات. ولكن تواجه سريلانكا مؤخرًا خطر السقوط في ضائقة اقتصادية، مع مستويات دين متزايدة وأزمة سياسية والتي شهدت انخفاض تصنيف البلاد في معدلات الديون.
حلّت سريلانكا في المركز 90 في مؤشر الابتكار العالمي عام 2023، ثم تقدمت إلى المركز 89 في مؤشر عام 2024.

## التاريخ الاقتصادي
منذ الاستقلال عن بريطانيا في شباط عام 1984، أصبح اقتصاد البلاد متأثراً بالكوارث الطبيعية مثل زلزال المحيط الهندي عام 2004 وعدد من التمردات، مثل صراع عام 1971 والصراع الممتد من عام 1987 حتى عام 1989 بالإضافة إلى الحرب الأهلية التي امتدت من عام 1983 حتى عام 2009. ما بين عامي 1977 و1994 أصبحت البلاد تحت حكم الحزب الوطني المتحد والذي بدأت فيه سريلانكا تحت حكم جونيوس ريتشارد جيوردين بالتحول من التوجه الاشتراكي عام 1977. من ذلك الحين، قامت الحكومة برفع الضوابط عن الاقتصاد وخصخصته وفتحه للتنافس الدولي. واجهت البلاد الإفلاس مع بلوغ الدين 101% من الناتج المحلي الإجمالي عام 2001. تفادت سريلانكا الأزمة النقدية الوشيكة بعد توصل البلاد إلى معاهدة وقف نار مُستعجَلة مع جبهة نمور التحرير LTTE وتفاوضت على القروض الأجنبية الكبيرة. بعد عام 2004 ركزت حكومة تحالف حرية الشعب المتحد UPFA على الإنتاج الكثيف للبضائع من أجل الاستهلاك المحلي كالأرُزّ والحبوب والمنتجات الزراعية الأخرى. رغم ذلك أبطأت خمس سنوات من الحروب الأهلية النمو والتنويع والتحرر الاقتصادي، وسببت انتفاضة المجموعة السياسية المسماة بجبهة التحرير الشعبية (JVP) اضطرابات واسعة النطاق، خصوصًا ثانيها في بداية ثمانينيات القرن المنصرم.
بعد قمع تمرد الجبهة (JVP)، ساعدت زيادة الخصخصة والإصلاح الاقتصادي والتشديد على نمو التصدير في تحسين الأداء الاقتصادي، معززة بذلك نمو الإنتاج المحلي الإجمالي إلى 7% عام 1993.
كان النمو الاقتصادي متفاوتاً إذ واجه الاقتصاد الكثير من التحديات الاقتصادية والسياسية المحلية والعالمية. كان المعدل السنوي لنمو الإنتاج المحلي الإجمالي 5,2% بين 1991- 2000.
بالرغم من ذلك، كان نمو الإنتاج المحلي الإجمالي سلبيًا 1,4% في عام 2001 (أول تقلص منذ الاستقلال). أُصيبَ الاقتصاد بسلسلة من المشاكل الاقتصادية العالمية والمحلية وتأثر بالهجمات الإرهابية في سريلانكا والولايات المتحدة. وقد فضحت الأزمة إخفاق السياسات الأساسية والاختلالات البنيوية في الاقتصاد ما أظهر الحاجة إلى الإصلاح. انتهت السنة بانتخابات برلمانية في كانون الأول. والتي شهدت على انتخاب الحزب الوطني المتحد للبرلمان، بينما احتفظ حزب الحرية السريلانكي بالرئاسة.
خلال الفترة السلمية القصيرة بين عامي 2002 و2004، استفاد الاقتصاد من معدلات الضرائب المنخفضة وتعافي الطلب المحلي وزيادة في السياح الوافدين ونهضة بسوق الأوراق المالية، وزيادة في الاستثمار الأجنبي المباشر (FDI). شهد الاقتصاد شفاءً تدريجيًا عام 2002. كانت سريلانكا قادرة على خفض نفقات الدفاع خلال هذه الفترة وبدأت بالتركيز على السيطرة على دين قطاعها العام الكبير. وصل النمو الاقتصادي إلى 4%، بمساعدة نمو كبير في قطاع الخدمات. حقق القطاع الزراعي من الاقتصاد شفاءً جزئيًا. وصلت تدفقات الاستثمار الأجنبي المباشر خلال عام 2002 إلى حوالي 246 مليون دولار أميركي.
أوقفت حكومة ماهيندا راجاباكسي عملية التخصيص وأطلقت العديد من الشركات الجديدة بالإضافة إلى إعادة تأميم الشركات المملوكة سابقًا من قبل الدولة، وأعلنت المحاكم أن الخصخصة باطلة وفارغة. أصبحت بعض الشركات التي تملكها الدولة مكتظة بالموظفين وقليلة الكفاءة، متسببة بخسائر هائلة مع اكتشاف سلسلة من الاحتيالات فيها وارتفاع نسبة المحسوبية. ألغى الاتحاد الأوروبي نظام الأفضليات المعمم وتعريفات تفضيلية من سريلانكا في هذه الفترة نظراً إلى انتهاكات مزعومة لحقوق الإنسان، والتي كلفت حوالي 500 مليون دولار أميركي في السنة.
قادت مواصلة الحرب الأهلية عام 2005 إلى زيادة باهظة في نفقات الدفاع. ودفع العنف وحالة الخروج عن القانون بعض الدول المتبرعة بالتقليل من المساعدات المُقدّمة للبلاد.
قادت الزيادة الحادة في أسعار البترول العالمية بالاقتران مع الانهيار الاقتصادي الناتج عن الحرب الأهلية إلى تضخم مالي بلغ نسبة 20%. بالرغم من ذلك، بعد انتهاء الحرب الأهلية في أيار/ مايو من عام 2009، بدأ الاقتصاد بالنمو بمعدل 8,0% في عام 2010 وبلغ 9,1% عام 2012 عمومًا بسبب الازدهار في القطاعات غير التجارية. على الرغم من ذلك لم يستمر هذا الازدهار وانخفض النمو في إجمالي الإنتاج المحلي في عام 2013 وتعافى قليلًا في 2014 حيث بلغ 4,5%.
نجحت الحكومة عام 2016 في رفع حظر اقتصادي عن منتجات سريلانكا البحرية والذي نتج عنه ازدياد في صادرات أسماك سريلانكا إلى الاتحاد الأوروبي بنسبة 200% وتسبب تحسين ظروف حقوق الإنسان عام 2017 في اقتراح اللجنة الأوروبية لإرجاع المنشأة الإضافية لنظام الفضليات المعمم إلى سريلانكا. زادت عائدات ضرائب سريلانكا بالنسبة للناتج المحلي الإجمالي من 10% في 2014 والتي كانت أدنى نسبة من عقد تقريبًا إلى 12,3% في عام 2015. بالرغم من الإصلاحات، وُضعت سريلانكا على لائحة أخطر الدول على المستثمرين من قبل بلومبيرغ.

## منحى الاقتصاد الكلي
يُبادَل الدولار الأميركي مقابل 113,4 روبية سريلانكية فقط، من أجل مقارنات تعادل القوة الشرائية. نبذت كولومبو السياسات الاقتصادية المعتمدة على الدولة وسياستها التجارية في الاستعاضة عن الواردات في عام 1977 واتخذت سياسات معتمدة على السوق وتجارة معتمدة على التصدير.
معالجة الطعام والألبسة والأنسجة والأغذية والمشروبات الخفيفة والاتصالات السلكية واللاسلكية والضمانات والأعمال المصرفية هي أكثر صناعات سريلانكا حيوية.
بحلول 1996 شكلت محاصيل المزارع فقط 20% من الصادرات (مقارنة بـ 93% عام 1970)، بينما شكلت الأقمشة والأنسجة 63%. زاد المعدل السنوي للإنتاج المحلي الإجمالي إلى 5,5% عبر تسعينيات القرن المنصرم حتى أدى الجفاف والحالة الأمنية المتدهورة إلى خفض الإنتاج إلى 3,8% في عام 1996.
انتعش الاقتصاد في 1997-1998 بمعدل نمو 6,4% و4,7% ولكن انخفض إلى 3,7% في 1999. بالنسبة للدورة القادمة من الإصلاحات، أوصى بنك سريلانكا المركزي أن تقوم كولومبو بتوسيع آليات السوق في الزراعة خارج المزارع، وإزالة احتكار الحكومة لواردات القمح، وتعزيز المزيد من المنافسة في القطاع المالي.
يلخص الرسم البياني أدناه اتجاه الناتج المحلي الإجمالي لسريلانكا بأسعار السوق. من قبل صندوق النقد الدولي بملايين الروبية السريلانكية.
| السنة | إجمالي الناتج المحلي | سعر صرف الدولار الأمريكي |
| ----- | -------------------- | ------------------------ |
| 1980  | 66,167               | 16.53 روبية سريلانكية    |
| 1985  | 162,375              | 27.20 روبية سريلانكية    |
| 1990  | 321,784              | 40.06 روبية سريلانكية    |
| 1995  | 667,772              | 51.25 روبية سريلانكية    |
| 2000  | 1,257,637            | 77.00 روبية سريلانكية    |
| 2005  | 2,363,669            | 100.52 روبية سريلانكية   |
| 2016  | 6,718,000            | 145.00 روبية سريلانكية   |
| 2020  | 14,601,600           | 189.00 روبية سريلانكية   |

يوضح الجدول التالي أهم المؤشرات الاقتصادية 1980-2020.
| السنة | الناتج المحلي الإجمالي بملايين الدولار الأمريكي (تعادل القوة الشرائية) | الناتج المحلي الإجمالي بملايين الدولار الأمريكي (الاسمي) | نصيب الفرد من الناتج المحلي الإجمالي بالدولار الأمريكي (تعادل القوة الشرائية) | نصيب الفرد من الناتج المحلي الإجمالي بالدولار الأمريكي (الاسمي) | النمو | التضخم (نسبة مئوية) | الدين الحكومي (نسبة مئوية من الناتج الملي الإجمالي) |
| ----- | ---------------------------------------------------------------------- | -------------------------------------------------------- | ----------------------------------------------------------------------------- | --------------------------------------------------------------- | ----- | ------------------- | --------------------------------------------------- |
| 1980  | 16.58                                                                  | 4.02                                                     | 1,135                                                                         | 267                                                             | 5.8%  | 26.1%               | 78%                                                 |
| 1985  | 27.43                                                                  | 5.97                                                     | 1,772                                                                         | 369                                                             | 5.0%  | 1.5%                | 95%                                                 |
| 1990  | 37.74                                                                  | 8.03                                                     | 2,320                                                                         | 463                                                             | 6.2%  | 21.5%               | 82%                                                 |
| 1995  | 56.28                                                                  | 13.03                                                    | 3,257                                                                         | 714                                                             | 6.1%  | 7.7%                | 80%                                                 |
| 2000  | 83.03                                                                  | 16.33                                                    | 4,496                                                                         | 869                                                             | 8.4%  | 6.2%                | 82%                                                 |
| 2005  | 112.59                                                                 | 24.41                                                    | 5,739                                                                         | 1,248                                                           | 6.2%  | 11.0%               | 79%                                                 |
| 2006  | 124.94                                                                 | 28.28                                                    | 6,319                                                                         | 1,435                                                           | 7.7%  | 10.0%               | 77%                                                 |
| 2007  | 136.99                                                                 | 32.35                                                    | 6,874                                                                         | 1,630                                                           | 6.8%  | 15.8%               | 74%                                                 |
| 2008  | 147.99                                                                 | 40.71                                                    | 7,309                                                                         | 2,037                                                           | 6.0%  | 9.6%                | 71%                                                 |
| 2009  | 154.39                                                                 | 42.07                                                    | 7,540                                                                         | 2,090                                                           | 3.5%  | 3.4%                | 75%                                                 |
| 2010  | 168.80                                                                 | 56.73                                                    | 8,164                                                                         | 2,799                                                           | 8.0%  | 6.3%                | 72%                                                 |
| 2011  | 186.76                                                                 | 65.29                                                    | 8,949                                                                         | 3,200                                                           | 8.4%  | 6.7%                | 71%                                                 |
| 2012  | 207.60                                                                 | 68.43                                                    | 10,164                                                                        | 3,350                                                           | 9.1%  | 7.5%                | 70%                                                 |
| 2013  | 218.11                                                                 | 74.32                                                    | 10,599                                                                        | 3,610                                                           | 3.4%  | 6.9%                | 72%                                                 |
| 2014  | 233.01                                                                 | 79.36                                                    | 11,220                                                                        | 3,819                                                           | 5.0%  | 2.8%                | 72%                                                 |
| 2015  | 247.37                                                                 | 80.60                                                    | 11,798                                                                        | 3,843                                                           | 5.0%  | 2.2%                | 78%                                                 |
| 2016  | 261.72                                                                 | 82.40                                                    | 12,343                                                                        | 3,886                                                           | 4.5%  | 4.0%                | 80%                                                 |
| 2017  | 274.72                                                                 | 87.42                                                    | 12,811                                                                        | 4,076                                                           | 3.1%  | 6.5%                | 79%                                                 |
| 2018  | 285.37                                                                 | 87.95                                                    | 13,169                                                                        | 4,058                                                           | 3.8%  | 3.8%                | 84%                                                 |
| 2019  | 297.01                                                                 | 83.98                                                    | 13,622                                                                        | 3,851                                                           | 4.1%  | 2.7%                | 87%                                                 |
| 2020  | 289.88                                                                 | 80.71                                                    | 13,225                                                                        | 3,682                                                           | -2.4% | 3.4%                | 101%                                                |

## وصلات خارجية
- اقتصاد سريلانكا على مشروع الدليل المفتوح
- Global Economic Prospects: Growth Prospects for South Asia مجموعة البنك الدولي, Dec. 13, 2006
- World Bank Trade Summary Statistics Sri Lanka 2012
- CSE ALL-SHARE
- CIA Factbook